# احمد مناجد
احمد مناجد (عربی: أحمد مناجد؛ زادهٔ ۱۳ دسامبر ۱۹۷۸) یک بازیکن فوتبال اهل عراق است.
وی همچنین در تیم ملی فوتبال عراق بازی کرده است.